# LGLD.nl
LGLD.nl (ook: LokaalGelderland en LokaalLochem) is een Nederlandse nieuwswebsite met als werkgebied de provincie Gelderland. De redactie is gevestigd in Zutphen. Naast het online aanbieden van nieuws geeft het platform ook een huis-aan-huisblad uit. 
In 2016 werd het nieuwsbedrijf opgericht in Zutphen. In eerste instantie werden er alleen tekstberichten met foto's geplaatst. Na enkele maanden besloot de redactie ook video's te gaan maken. Begin 2021 ging het nieuwsplatform de samenwerking aan met de Lochemse uitgeverij Fulltime Media. Sindsdien geven zij het lokale huis-aan-huisblad LokaalLochem uit, met daarin nieuws uit de gemeente Lochem. Later dat jaar werd besloten alle andere activiteiten, in de rest van de provincie, te staken. Dit vanwege financiële redenen. Het beheer is sindsdien volledig in handen van de uitgever. 

## Kritische reportages
Tussen 2016 en 2021 werd er vaak op kritische wijze verslag gedaan van lokaal nieuws. Lokale onrust kreeg ruime aandacht en lokale politici en bestuurders werden regelmatig geconfronteerd met 'draaiende' camera. Ook kregen burgers die tegen muren aanliepen bij publieke organisaties een podium.  
Na een ruzie tussen het bestuur van een lokaal zwembad in Zutphen en het bestuur van een zwemvereniging werden 150 kinderen niet binnengelaten. Nadat dit in de gemeenteraad werd besproken, achtervolgde een cameraploeg van LGLD.nl de bestuurder van het zwembad door de hele binnenstad voor meer uitleg. De Brummense wethouder Eef Van Ooijen kwam in 2018 onder vuur te liggen vanwege het bestemmingsplan voor het centrum van Eerbeek. Toen de nieuwswebsite hem daarover wilde bevragen liep hij boos weg.
Burgemeester Annemieke Vermeulen poogde om het direct benaderen van politici te verhinderen, door de journalisten te verbieden om te filmen in de hal van het gemeentehuis. De Nederlandse Vereniging van Journalisten (NVJ) berispte de gemeente daarvoor.

## Dossiers
LGLD.nl volgde diverse politieke dossiers op de voet. De berichtgeving werd gekenmerkt doordat gedupeerden veel ruimte kregen om hun verhaal te vertellen. 
LGLD deed uitgebreid verslag van de (zoals zij het noemde) 'reclamerel'. Kleine ondernemers moesten een flink bedrag betalen, wanneer zij een poster met hun logo voor hun raam hingen. Na verslaggeving en politieke aandacht werd de reclamebelasting opgeheven in Zutphen per 1 januari 2019.
Er werd uitgebreid verslag gedaan van de brede kritiek die er was op sociale dienst Het Plein, het gezamenlijk regionale samenwerkingsorgaan van de gemeenten Zutphen en Lochem, verantwoordelijk voor taken op het gebied van werk, inkomen en participatie. Op 1 januari 2019 werd de stekker uit deze organisatie getrokken. 
Inwoners van de gemeente Zutphen waren ontevreden over het sociale woningbouwbedrijf Ieder1. Zo hadden gerenoveerde woningen veel mankementen. Dit dossier werd gevolgd door de nieuwswebsite. Meerdere huurders deden er hun verhaal. 
Ook werden de gemeenteraadsverkiezingen op de voet gevolgd. Er werden exitpolls gehouden en debatten uitgezonden. 

## Radio
LGLD.nl heeft tot 2021 regelmatig radiorubrieken gemaakt. Zo werkten ze tussen 2017 en 2021 samen met radiozender Gelre FM, dat het nieuws van LGLD.nl meenam in de radiobulletins. En reportages werden (als radiovariant) uitgezonden in het dagelijkse ochtendprogramma. Ook hebben ze in 2021 geëxperimenteerd met een eigen radiozender, genaamd LGLD TalkRadio. En ze brachten regelmatig podcasts uit.  

## Opvallende momenten
- In 2017 werd een 26-jarige jongen uit Warnsveld mishandeld, wat een fatale afloop had. LGLD.nl kreeg toen een video in handen waarin een man bekend erbij te zijn geweest. Deze video werd door meerdere media overgenomen.[11]
- In 2017 werd de vermissing van politicus- en LGLD-columnist Hans Boersbroek landelijk nieuws. Boersbroek werd uiteindelijk onderkoeld gevonden.[12]
- In 2018 werd een cameraploeg van LGLD.nl aangevallen door een vrouw, nadat ze verslag deden van een omstreden expositie. De cameraman werd bij zijn keel gegrepen en apparatuur sneuvelde.[13]
- In 2020 werd probeerden criminelen Omar L., een kopstuk van de mocro Maffia, uit de gevangenis in Zutphen te krijgen. LGLD.nl was als eerste aanwezig, wat ervoor zorgde dat veel andere media hun beelden overnamen.[14][15]
- In 2020 introduceerde het platform in hun standplaats Zutphen een toegankelijkheid-keurmerk, voor ondernemingen die rolstoeltoegankelijk zijn. In een historische binnenstad als die van Zutphen is dat lastig. Burgemeester Annemieke Vermeulen plaatste het eerste keurmerk bij de entree van het gemeentehuis.[16]

## Trivia
- LGLD.nl deed jaarlijks live verslag vanaf de Zwarte Cross bij Lichtenvoorde. En ze waren enkele jaren mediapartner van Mañana Mañana dat door dezelfde organisatie werd georganiseerd in Vorden.
- In 2019 bracht LGLD.nl een columnbundel uit, genaamd Wereldnieuws. Daarin stonden werken van vier columnisten van de nieuwswebsite.
- LGLD peilde regelmatig de mening van burgers door voxpops te maken op de weekmarkt in Zutphen.
- Mediaproducent Jesse Sprikkelman was in 2016 een van de oprichters van het platform.